# Vouwfiets
Een vouwfiets (in Vlaanderen ook wel plooifiets genoemd) is een fiets die ingeklapt ("opgevouwen") of ingeschoven kan worden tot een kleiner formaat.
In sommige gevallen wordt het formaat verkleind door het frame te scheiden in verschillende delen; men spreekt dan over een deelfiets.

## Geschiedenis
De geschiedenis van de vouwfiets is vrijwel zo oud als die van de fiets zelf. Er zijn voorbeelden van opvouwbare hoge-bi-fietsen met deelbare/vouwbare wielen.
Al in de negentiende eeuw en dus voor de Eerste Wereldoorlog, werden net als later voor en tijdens de Tweede Wereldoorlog vouwfietsen geproduceerd voor militaire doeleinden. Vroege voorbeelden hiervan zijn de Ryan (USA), Capitaine Gérard (Frankrijk) vouwfietsen uit 1894 (o.a. Door Peugeot op de markt gebracht). Rond 1900 is ook het Nederlandse leger geïnteresseerd, getuige modellen van Burgers (ontworpen in samenwerking met Kapitein Wagtendonk) en de diverse militaire Fongers-vouwfietsen uit 1908-1915. Succesvolle andere voorbeelden zijn de vooral voor militaire doeleinden gefabriceerde vouwfietsen van Mikael Pedersen en BSA.
Het doel van dit militaire gebruik was dat de militair (infanterist) de fiets kon vouwen en vervolgens ingevouwen op de rug of over de schouder naar minder begaanbaar terrein konden meenemen.
Maar de eerste vouwfietsen werden niet alleen ontwikkeld voor militaire doeleinden. Rond 1900 zijn er ook in Nederland verscheidene smeden en kleine fietsenmakers die zogenoemde schippersfietsen maken dan wel bestaande 'gewone' fietsen daartoe ombouwen door ze te voorzien van scharnieren en schuifmoffen.
Een mooi voorbeeld daarvan zijn de schippersfietsen die fietsenmaker/smid van Leusden uit Breukelen geruime tijd gemaakt heeft.
Na de Tweede Wereldoorlog werden vouwfietsen geproduceerd, eerst door algemene fietsfabrikanten, later ook door gespecialiseerde bedrijven. De wens kwam vanuit het opkomende forensenverkeer. Mensen wilden een deel van hun woon-werkverkeer afleggen per fiets en deze gemakkelijk mee kunnen nemen in de auto of trein. Waar de eerste modellen nog "gewone" fietsen waren die met een knikmechanisme middendoor gevouwen konden worden, evolueerden de latere modellen tot eigenstandige ontwerpen met een betere balans tussen trapoverdracht en wiel, een veranderd wielformaat en een eigen vouwmechaniek die meer was dan een in tweeën kunnen opklappen.
In 1958 werd in Nederlandse kranten bericht over autocycles, fietsen die je in delen of opgevouwen in een tas kon stoppen en meenemen in de auto.
Moulton kwam in 1962 als eerste op de markt met een fiets met een uniseks instapframe, kleine wielen met hogedrukbanden, een lange wielbasis, en voor- en achtervering. Moultons ontwerp kreeg rond 1964 een deelbaar frame en zou grote navolging gaan krijgen. Op de RAI van 1964 introduceerden bijna alle Nederlandse fabrikanten als antwoord een eigen vouwfiets. Met Bickerton kwam begin jaren 70 een vouwfiets op de markt die lichtgewicht was en ingeklapt kon worden tot een compact formaat. Vanuit de wens om een betere oplossing te vinden ontwikkelde Andrew Ritchie in Londen tegenover de Brompton Oratory (een bekend kerkgebouw in Londen) in 1976 de Brompton, die in drieën kon worden gevouwen.
De modernere modellen combineren een betere rijvaardigheid met een bescherming tegen afgeven van kettingwielen en fietsketting doordat er gekozen is voor alternatieve aandrijvingsmechanismen zoals een fiets met asaandrijving of met een aramide-aandrijfriem. Het Italiaanse merk Diblasi levert een vouwfiets met drie wielen die in het bijzonder geschikt is voor mensen met een evenwichtsprobleem of lichte lichamelijke handicap.

## Voor- en nadelen
Enkele voor- en nadelen van vouwfietsen zijn:

### Voordelen
- Een vouwfiets is gemaakt om op te vouwen tot een handzaam pakket. Hierdoor is deze makkelijk te transporteren en op te bergen.
- Een vouwfiets is bruikbaar voor fietsers met diverse lichaamslengtes, vanwege het in hoogte verstelbare zadel of stuur.
- Een vouwfiets kan ook meegenomen worden in vervoermiddelen als auto, bus, trein, tram, metro of het bagageruim van het vliegtuig. In Nederland en België moet men betalen om een gewone fiets mee te nemen in de trein en bovendien kan dat in Nederland niet tijdens de spitsuren, maar een compact opgevouwen vouwfiets, mits deze in de ogen van de conducteur geen hinder veroorzaakt, mag gratis mee.

### Nadelen
- Snelheid - Een vouwfiets heeft vaak kleinere wielen dan een stadsfiets. Bij een gelijke trapfrequentie is de snelheid lager.
- Vouwmechanisme - Een scharnier en vergrendeling zijn cruciale onderdelen van de vouwfiets. Door onzorgvuldig gebruik of slijtage hiervan, kan de fiets onstabiel worden.
- Prijs/kwaliteit - Een vouwfiets is meestal kostbaarder om te produceren dan een niet vouwbare fiets van vergelijkbare kwaliteit.
Dit heeft onder andere de volgende oorzaken:
  - het vouwbaar maken van het frame kost relatief veel materiaal (en dus geld),
  - er worden minder vouwfietsen dan klassieke fietsen geproduceerd; de doorgaans in kleinere aantallen geproduceerde fietsen zorgen voor relatief hoge productiekosten,
  - vouwfietsen hebben veelal aangepaste of zelfs speciaal ontworpen onderdelen, onderdelen die door de geringe aantallen relatief hoge productiekosten met zich mee brengen. Dat is iets dat zeker bij hoogwaardiger vouwfietsen zorgt voor een relatief hoge prijs;het gehele productieproces maar zeker ook de vele specifieke onderdelen zorgen voor een aanmerkelijk hogere productieprijs.
- Prijsperceptie - De gemiddelde verkoopprijs van de aangeboden vouwfietsen ligt beduidend lager dan die van de gemiddelde klassieke fiets. Dit is deels te wijten aan de vaak belabberde kwaliteit van veel goedkope (vaak 'merkloze') vouwfietsen maar heeft niet in het minst te maken met de prijsperceptie van de consument (en vakhandel). Voor een vouwfiets is de gemiddelde prijsperceptie zodanig dat men € 400-€ 600 voor een vouwfiets al gauw te veel geld vindt waar inmiddels voor de gemiddelde 'gewone' fiets in Nederland tegen de € 900 moet worden neergeteld.[bron?]
- Bagage - Door het gebruik van kleinere wielen dan algemeen gangbaar bij 'gewone' fietsen zijn sommige vouwfietsen erg geschikt voor het meenemen van veel en ook grotere bagagestukken. Sommige merken/types werden zelfs specifiek ontworpen om van die eigenschappen gebruik te maken. Meest bekende voorbeelden daarvan zijn de Moulton en de Brompton. Bijkomend voordeel van het gebruik van kleine wielen is dat de direct daarboven geplaatste bagage (op een bagagerek) een relatief laag zwaartepunt heeft met als gevolg dat dit het rijgedrag niet ongunstig beïnvloedt. Nadeel is dat bij het achterwiel laag geplaatste brede bagagestukken en hangende fietstassen sneller in conflict komen met de voeten van de berijder. In de alledaagse praktijk kan men echter op veel vouwfietsen slechts een beperkte hoeveelheid bagage meenemen.
- Rijcomfort - Goed ontworpen kleinwielige fietsen en vouwfietsen hoeven in rijcomfort niet onder te doen voor fietsen met grotere wielen. Maar dan dient wel rekening te zijn gehouden met de specifieke eigenschappen die het gevolg zijn van de gekozen wielgrootte en bandenmaat. Fietsen als Moulton, Brompton en Birdy zijn voorbeelden van fietsen waar dat in hoge mate is gelukt omdat daar bij het ontwerp doelbewust rekening is gehouden met de invloed van de wieldiameter op het rijgedrag, De rolweerstand is zeer laag gehouden door het gebruik van relatief smalle hogedrukbanden terwijl gebrek aan schokabsorptie wordt ondervangen door eenvoudige (Brompton) tot zeer ingenieuze (Moulton) veersystemen in het frame van de fiets.
- Problemen - Kleinwielige fietsen, dus ook vouwfietsen met kleine wielen kunnen problemen geven bij het overbruggen van sommige hindernissen zoals tramsporen en stoepen; bij kleinwielige fietsen zonder een goed werkend veersysteem is veelal het rijcomfort sterk verminderd op sterk hobbelig wegdek (zoals kinderkopjes en kasseien).
- Onderhoud - Met name kleinwielige vouwfietsen hebben de neiging in het gebruik sterker te vervuilen dan fietsen met grotere wielen. Ook om die reden vragen dergelijke fietsen om meer en vooral veelvuldiger onderhoud in de vorm van schoonmaken en poetsen. Daarnaast is een aantal onderdelen meer vuil- en slijtage-gevoelig dan men van de doorsnee stadsfiets gewoon is. Daardoor zal een minder goed afgewerkte of onderhouden vouwfiets, of een verouderd model vaak duidelijk minder goed presteren dan een doorsneefiets. Maar met goed en doelgericht onderhoud hoeft een goede vouwfiets niet onder te doen voor een niet-vouwbaar exemplaar.

## Merken
In Nederland en België zijn er verschillende bedrijven die vouwfietsen produceren of importeren. Merknamen zijn:
- A-bike
- Airframe
- Airnimal
- Batavus
- BIZOBIKE
- Beixo
- Bhikes
- Bikefriday
- Birdy
- Blancmarine
- Brompton
- Dahon
- Di Blasi
- EMQ e-bike
- Flaming
- Gazelle
- Giant Halfway
- Hema (On the Road)
- Hercules
- GoBike
- Karat
- Mezzo
- Mobiky
- Montague Paratrooper
- Moulton
- Neobike
- Popal
- Panther
- Pashey-Moulton
- President
- Raleigh
- Riese und Müller
- Strida
- Tern
- Tyler en Wigry

## Galerij

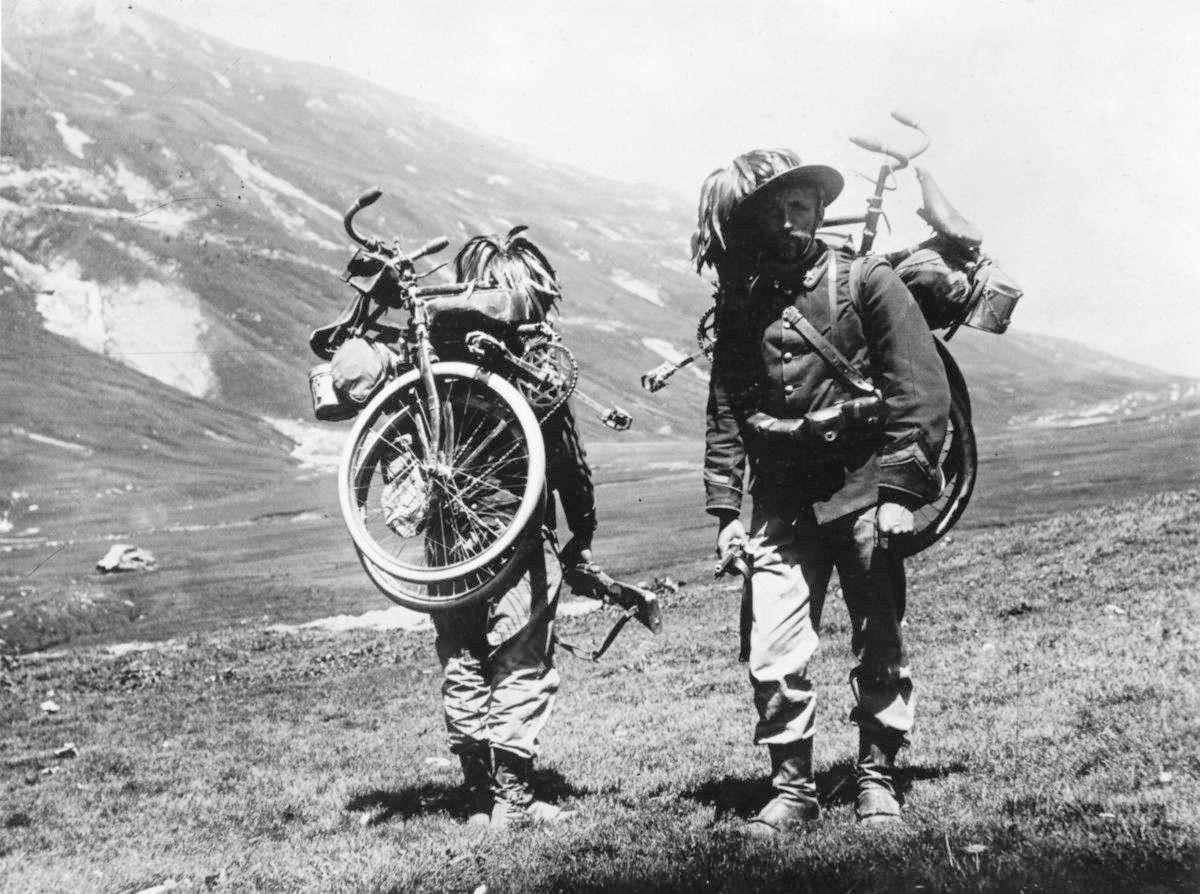
Militairen van een Italiaans legeronderdeel (1917)
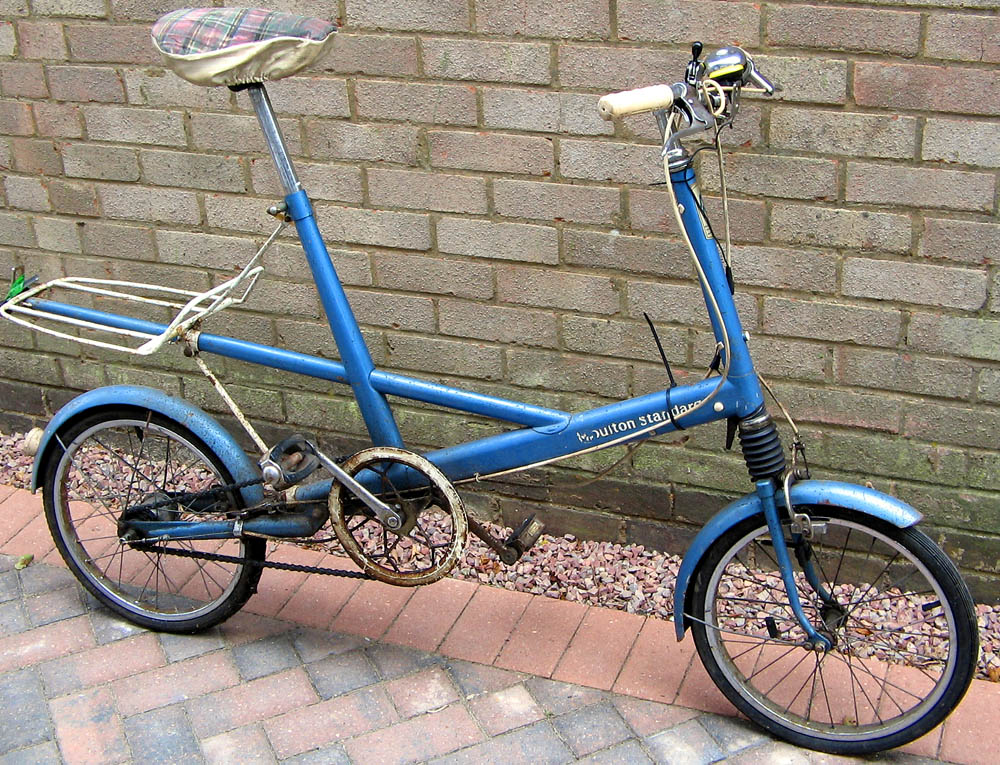
Moulton Standard M1 met ondeelbaar frame uit circa 1965
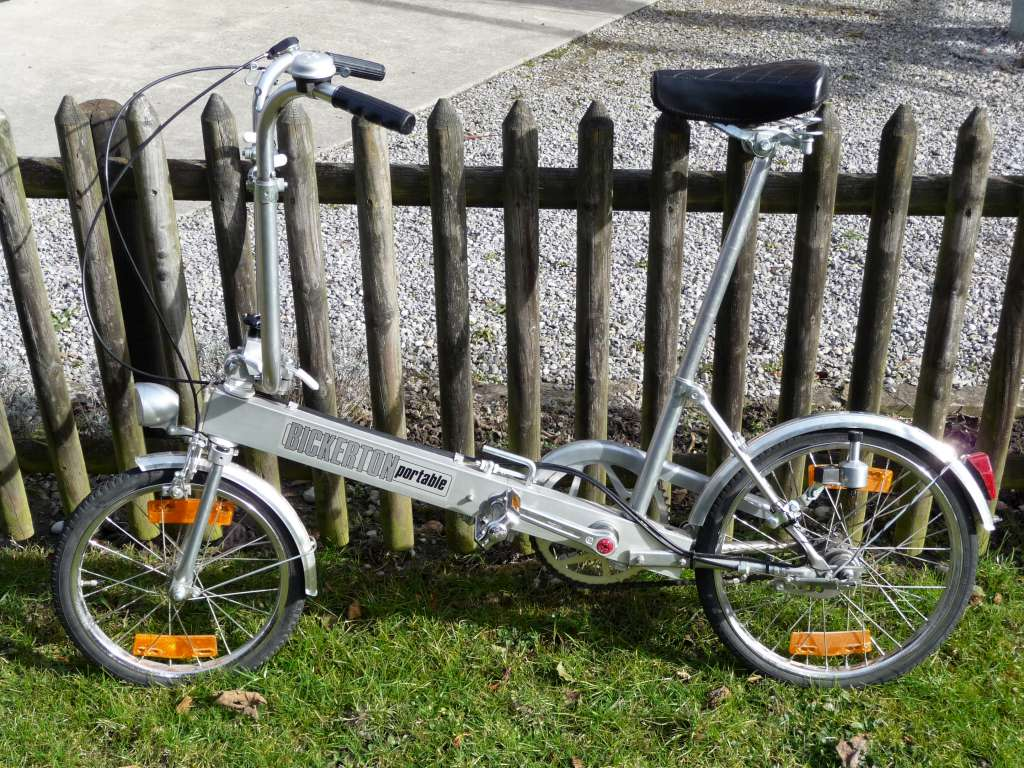
Bickerton
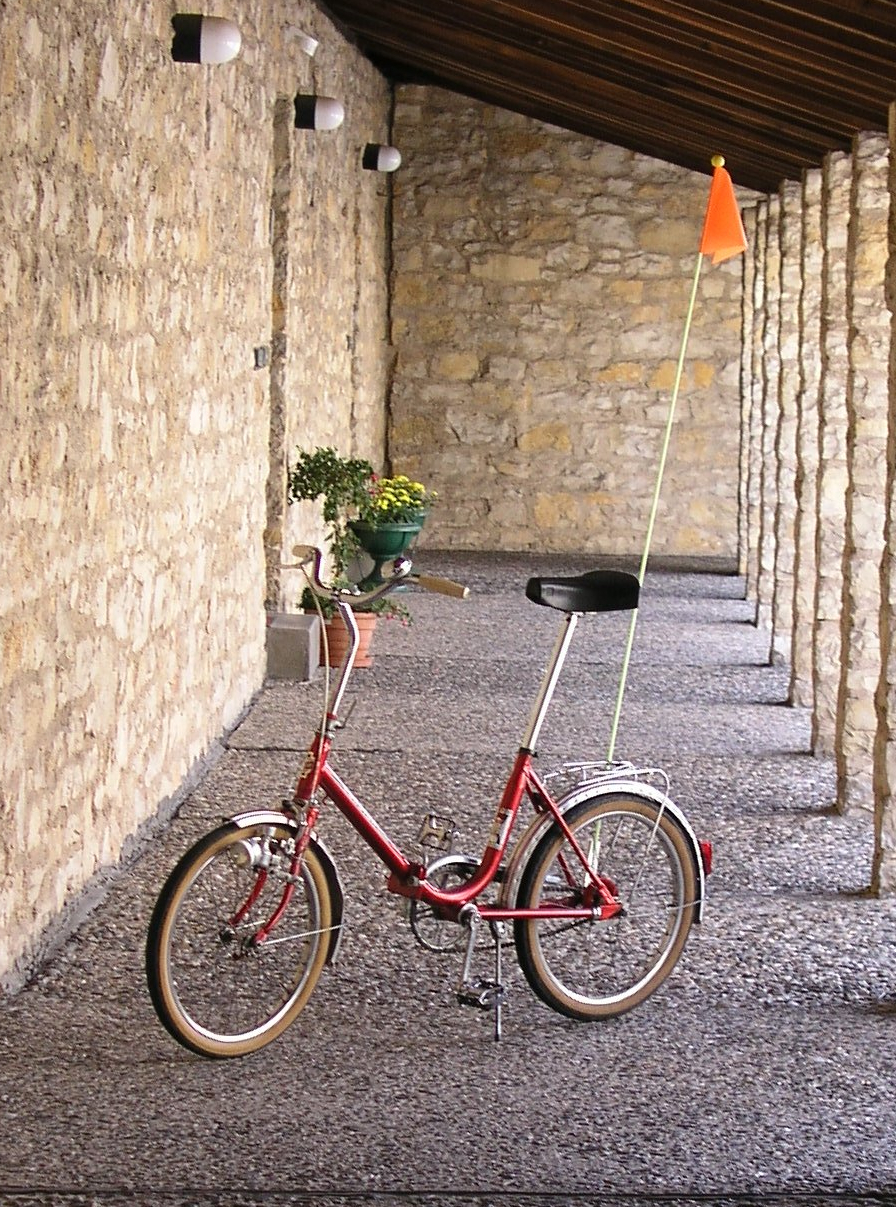
Vouwfiets uit 1975
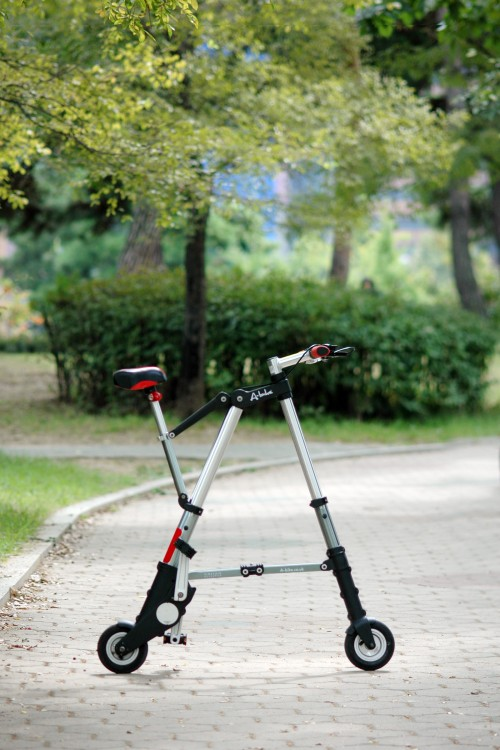
A-bike
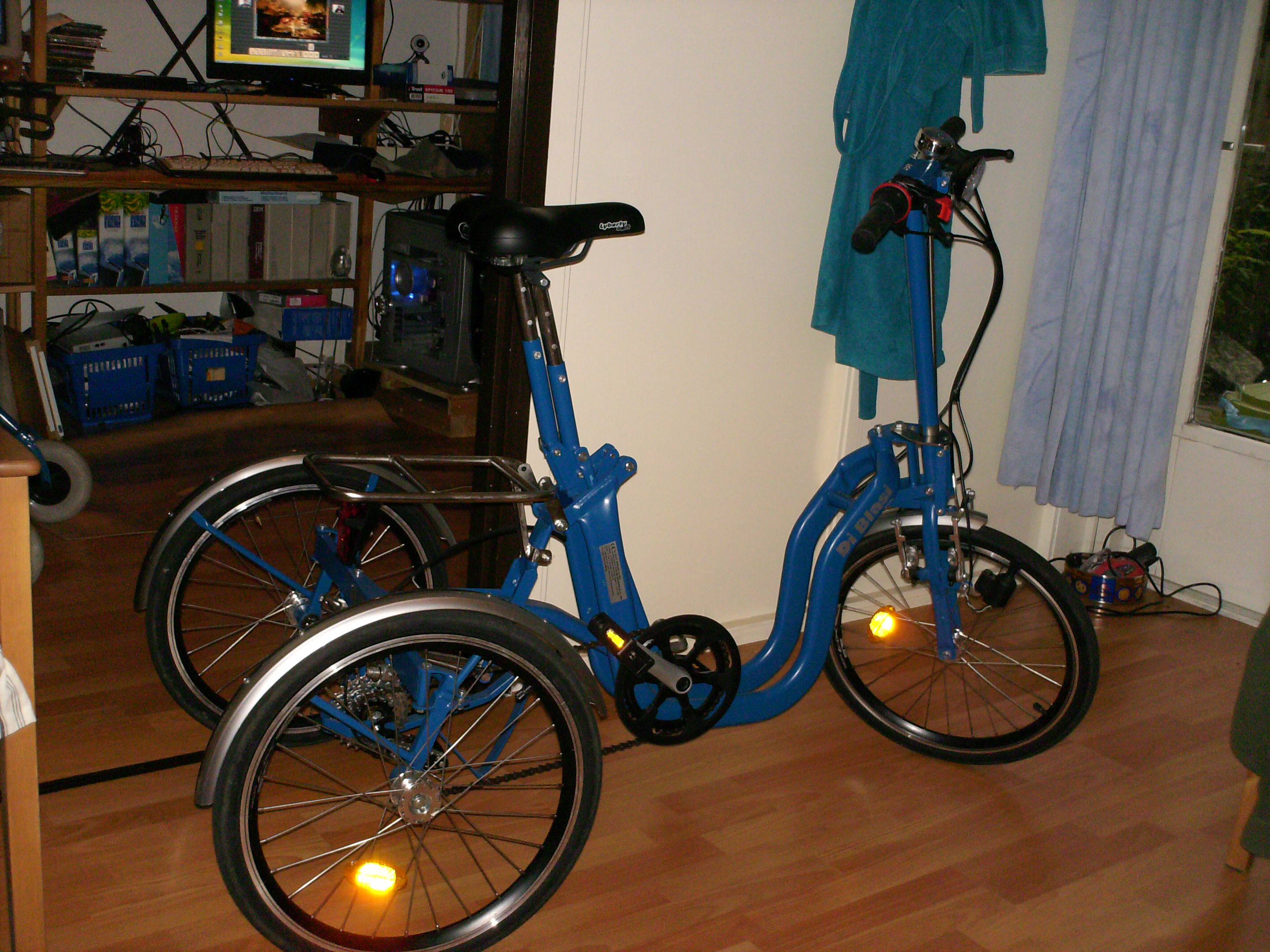
Di Blasi 3wiel
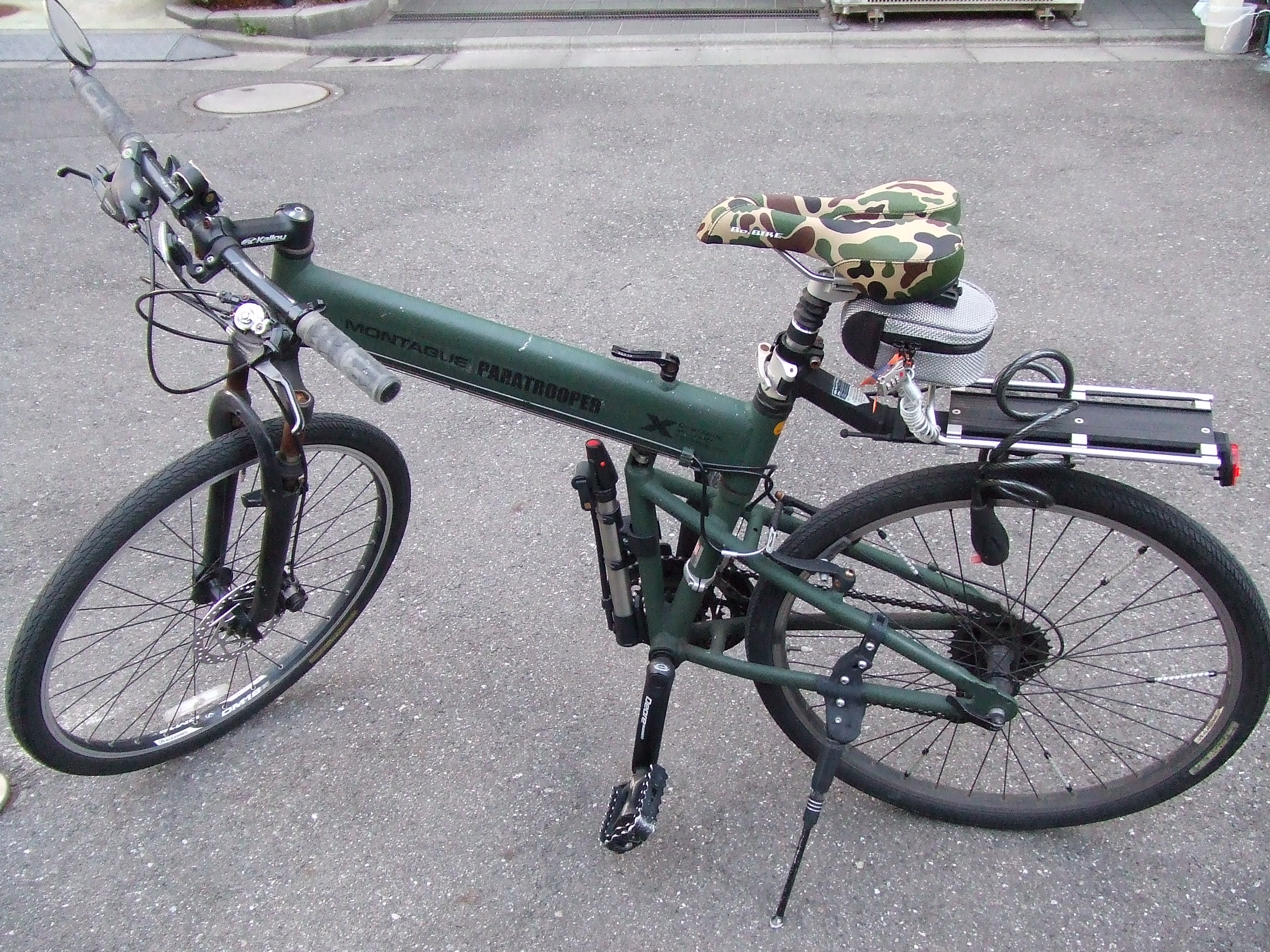
Paratrooper
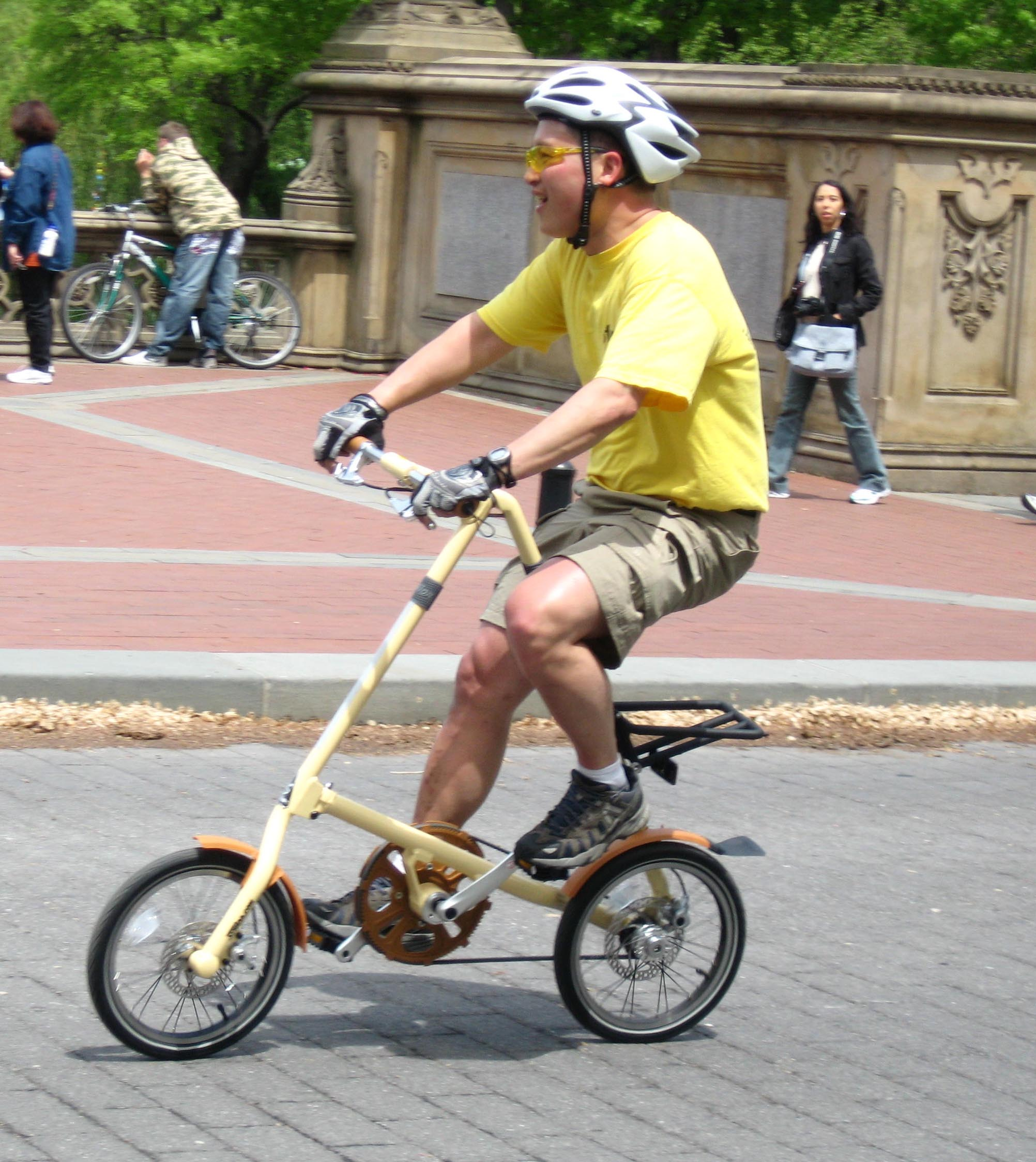
Strida
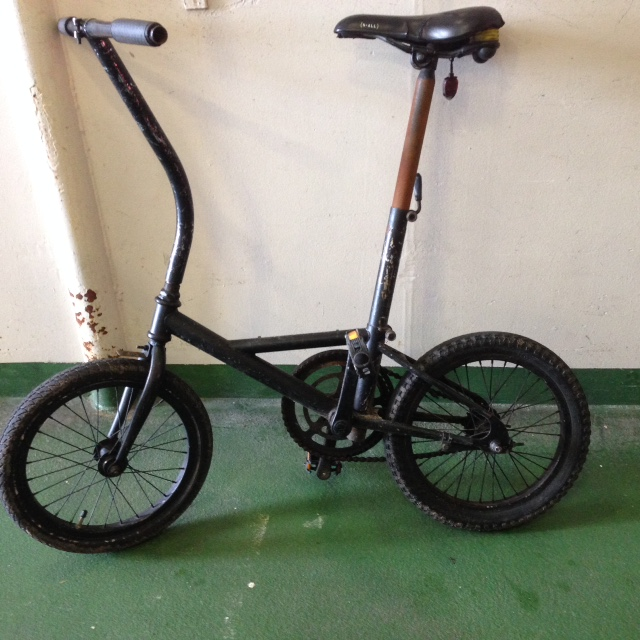
Inschuifbare vouwfiets, met ondeelbaar frame uit 1995